# Faseguras

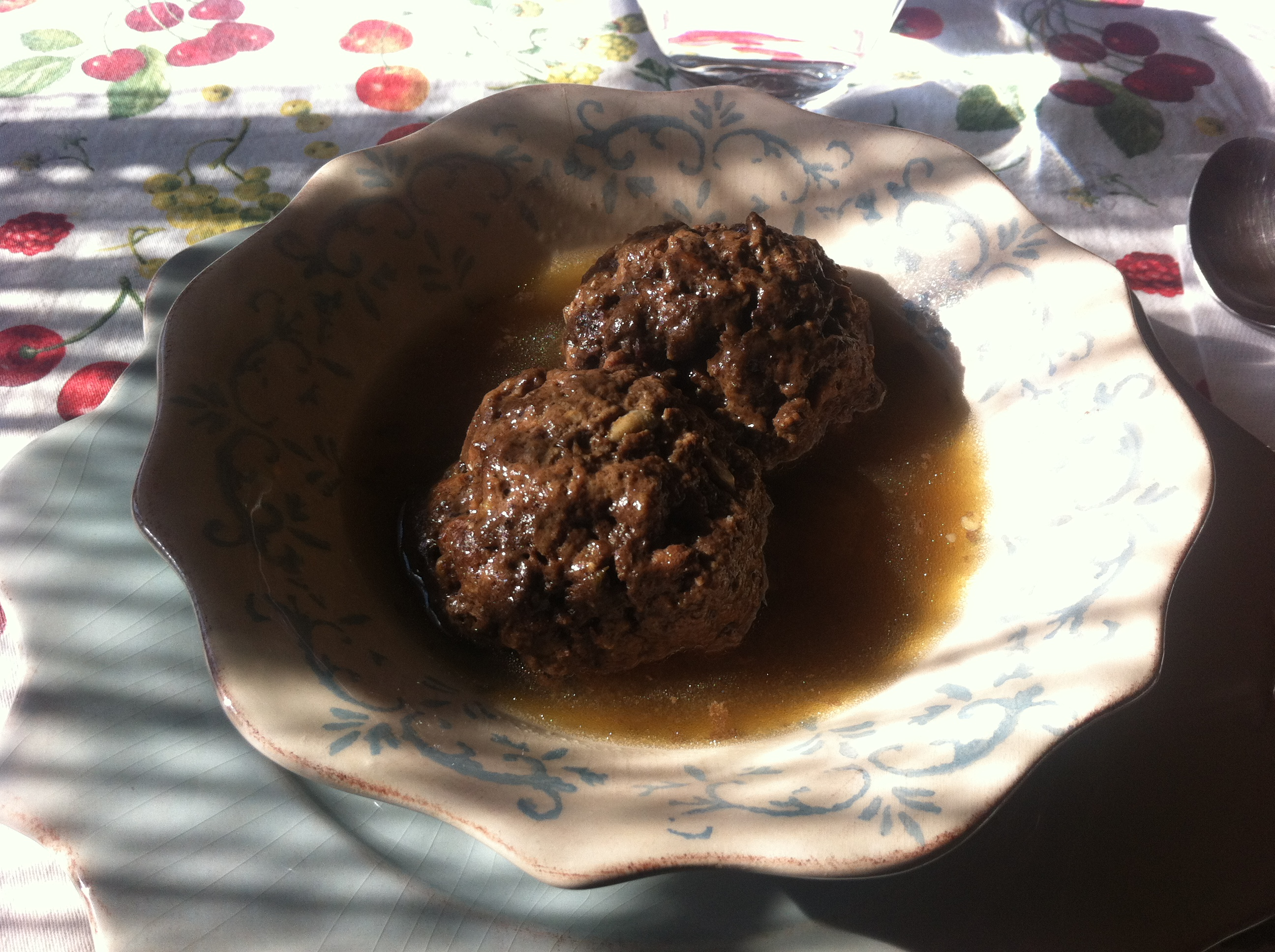
Imagen de un plato con dos faseguras con el caldo del cocido

Las faseguras (también conocidas como fasiuras)  es un plato tradicional de la comarca alicantina del Medio Vinalopó en España. Es una receta muy popular en las Fiestas Mayores de localidades como Elda, Monóvar, Petrel, Novelda, Pinoso, Elche etc. 
Se trata de unas pelotas del tamaño de un puño, elaboradas principalmente con carne picada de magro de cerdo, pan rallado, huevo, piñones, perejil, ralladura de limón, sal y pimienta. Se cuecen en caldo de cocido y se suelen servir, generalmente acompañadas también de este.

## Elaboración
En un recipiente grande, se mezcla la carne picada, el pan rallado, los piñones y las especias. Se remezcla todo bien para que se haga una pasta uniforme. Generalmente se suele añadir también un poco de huevo crudo, para que ayude a atar la mezcla y a formar las correspondientes bolas. Se forman las pelotas, amasándolas con las palmas de las manos, de modo que tengan el diámetro aproximado de un puño (unos 8 o 10 centímetros). Suelen hacerse varias horas antes, dejándose reposar un poco dentro de la nevera, para que al secar un poco, tengan más consistencia y no se desmiguen al cocer.
Se prepara un cocido en una olla de tamaño grande, compuesto por patatas, boniato, garbanzos, carnes y huesos de cerdo, gallina y vaca, así como algún embutido y hueso de jamón. Cuando el cocido está listo, se separa el caldo y en otra olla aparte, se ponen a cocer las fasiuras, durante mínimo un par de horas. El tiempo puede variar, en función del grosor de las pelotas, asegurándose de que no queden crudas por dentro.
Algunas variantes incorporan, en vez del pan rallado, algún tipo de pan de hogaza o similar de varios días que ha sido rehidratado de nuevo, junto con una pequeña cantidad del mismo caldo del cocido. Esto les confiere a las faseguras una textura más esponjosa y delicada. Para amasarlas así preparadas, se aconseja hacerlo con las manos ligeramente humedecidas con zumo de limón, lo que facilita su manipulación y evita que se peguen a las manos y se deshagan al echarlas al caldo. Adicionalmente, se puede añadir a la mezcla un embutido típico de la zona de Alicante conocido como blanquet (blanquito), que suele estar ligeramente especiado con canela. Si está disponible, muchas recetas incluyen además una pequeña cantidad de sangre de ave de corral (pollo o pavo, preferentemente), lo que les da un color y sabor característicos. No obstante, este ingrediente, aunque apreciado, está en desuso por ser muy difícil de obtener ya que, por cuestiones sanitarias, no puede ponerse a la venta y sólo se consigue a través de carnicerías con las que se tiene mucha confianza, que te lo regalan sin cobrarlo.
Se suele servir en varias tandas. Primero una sopa, después las fasiuras y después el resto del cocido.